# Västlig elefantnäbbmus
Västlig elefantnäbbmus (Elephantulus rupestris) är en däggdjursart som först beskrevs av Andrew Smith 1831.  Elephantulus rupestris ingår i släktet Elephantulus och familjen springnäbbmöss. IUCN kategoriserar arten globalt som livskraftig. Inga underarter finns listade i Catalogue of Life.
Arten blir cirka 27 cm lång, inklusive en ungefär 15 cm lång svans och vikten ligger vid 65 g. På ovansidan förekommer ljusgrå päls med en gulaktig skugga på bålens och ansiktets sidor och undersidan är täckt av vit päls. På huvudets topp intill varje öra och delvis på djurets nacke finns en rödgul fläck. Svarta styva hår på svansens bakre halva bildar en tofs.
Denna springnäbbmus förekommer i södra Afrika i Namibia och västra Sydafrika. Habitatet utgörs av torra savanner och buskskogar samt av halvöknar.
Västlig elefantnäbbmus äter myror, termiter och ibland andra insekter. Individerna trummar med foten på marken för att varna andra artfränder vid fara. Upphittade honor var dräktiga med en eller två ungar.